# Chance morale
Vous pouvez aider à l'améliorer ou bien discuter des problèmes sur sa page de discussion.
- Il ne cite pas suffisamment ses sources. Vous pouvez indiquer les passages à sourcer avec {{référence nécessaire}} ou {{Référence souhaitée}}, et inclure les références utiles en les liant aux notes de bas de page. (Marqué depuis août 2023)
- Son texte doit être wikifié : il ne correspond pas à la mise en forme Wikipédia (style, typographie, liens internes, liens entre les wikis, etc.). (Marqué depuis juillet 2023)
- La traduction doit être revue. Le contenu est difficilement compréhensible à cause d’erreurs de traduction, peut-être dues à l’utilisation d’un logiciel de traduction automatique. (Marqué depuis août 2023)
- Il est orphelin : moins de trois articles lui sont liés. Aidez à ajouter des liens en plaçant le code [[Chance morale]] dans les articles relatifs au sujet. (Marqué depuis août 2023)

- Archive Wikiwix
- Bing
- Cairn
- DuckDuckGo
- E. Universalis
- Gallica
- Google
- G. Books
- G. News
- G. Scholar
- Persée
- Qwant
- (zh) Baidu
- (ru) Yandex
- (wd) trouver des œuvres sur Wikidata

La chance morale, également connue sous le nom de chance éthique, est un concept philosophique qui fait référence à la possibilité que des événements heureux ou malheureux surviennent dans la vie d’une personne indépendamment de ses actions ou de ses choix. En d’autres termes, la chance morale est liée à la question de savoir dans quelle mesure la vie est juste ou injuste. Elle peut être représentée par une situation dans laquelle un individu se voit attribuer un blâme moral ou une louange pour une action ou ses conséquences, sans avoir eu le plein contrôle dessus. Ce terme, ainsi que sa signification pour une théorie morale cohérente, a été introduit par Bernard Williams et Thomas Nagel dans leurs essais respectifs sur le sujet. 
Le concept de chance morale a des implications importantes pour la philosophie morale et la théorie de la justice. Certains philosophes soutiennent que la chance morale est une preuve de l'injustice de la vie et de la nécéssité de l'amélioration de sa condition par des efforts personnels. D’autres soutiennent que la chance morale est un élément naturel de la vie et que les gens doivent apprendre à l’accepter et à en tirer le meilleur parti.
En psychologie, le concept de chance morale peut avoir des implications pour la santé mentale et le bien-être émotionnel. Les personnes qui croient que la vie est injuste en raison de la chance morale peuvent avoir tendance à se sentir découragées, impuissantes et désespérées. En revanche, les personnes qui acceptent la chance morale comme faisant partie intégrante de la vie peuvent être plus résilientes, plus créatives et plus optimistes.

## Responsabilité et volontarisme
D'une manière générale, les êtres humains ont tendance à corréler, au moins intuitivement, responsabilité et action volontaire. Ainsi, le plus grand blâme est attribué aux personnes pour leurs actions et les conséquences qu'elles entraînent si :
- l'action a été accomplie volontairement et sans aucune coercition extérieure
- l'agent a compris l'éventail complet des conséquences de ses décisions et actions, telles qu'elles auraient pu raisonnablement être prévues au moment ou avant le moment où l'action a été accomplie.

À l'inverse, les conditions suivantes sucitent une réaction plus compréhensive à l'égard de l'individu :
- l'agent a été contraint d'accomplir l'action
- l'agent a exécuté l'action par accident et sans aucune faute ou négligence de sa part
- au moment de leurs actions, l'agent ne savait pas, et n'avait aucun moyen de savoir, les conséquences que leurs actions entraîneraient

Cette corrélation entre responsabilité et action volontaire est acceptable pour la plupart des individus à un niveau intuitif ; en effet, cette corrélation trouve un écho dans le droit américain et européen : pour cette raison, par exemple, l'homicide involontaire coupable ou le meurtre en état de légitime défense entraîne un type de sanction juridique sensiblement différent (c'est-à-dire un blâme moral formalisé) que le meurtre avec préméditation.

## Le problème de la chance morale
La chance morale appliquée dans la pratique, peut conduire les individus à adopter des solutions contre-intuitives. Ceci est illustré par un exemple d'accident de la circulation. Le conducteur A, dans un moment d'inattention, brûle un feu rouge alors qu'un enfant traverse la rue. Le conducteur A essaie d'éviter de heurter l'enfant mais échoue et l'enfant meurt. Le conducteur B grille également un feu rouge, mais personne ne traverse et il ne reçoit qu'une contravention.
Si un spectateur est invité à évaluer moralement les conducteurs A et B, il peut attribuer au conducteur A plus de blâme moral qu'au conducteur B parce que le plan d'action du conducteur A a entraîné un décès. Cependant, il n'y a aucune différence dans les actions contrôlables effectuées par les pilotes A et B. La seule disparité est un événement externe incontrôlable. S'il est indiqué que la responsabilité morale ne devrait être pertinente que lorsque l'agent a volontairement accompli ou omis d'accomplir une action, les conducteurs A et B devraient être blâmés de la même manière. Cela peut être intuitivement problématique, car cette situation a entraîné un décès.

## Quatre types de chance morale
Thomas Nagel a identifié quatre types de chance morale dans son essai. Le type le plus pertinent pour l'exemple ci-dessus est la « chance morale résultante ».

### Chance morale résultante (consécutive)
La chance morale qui en résulte concerne les conséquences des actions et des situations. Dans l'exemple ci-dessus, les deux conducteurs ont été affectés par la chance morale résultante en ce qu'un ensemble particulier de circonstances s'est avéré de deux manières différentes : dans une situation, un piéton est apparu sur la route ; dans l'autre, le piéton ne l'a pas fait.

### Chance morale circonstancielle
La chance morale circonstancielle concerne l'entourage de l'agent moral. L'exemple le plus connu est fourni dans l'essai de Nagel. Considérez les partisans et suiveurs nazis dans l'Allemagne hitlérienne. Ils étaient et sont dignes d'être moralement blâmés, soit pour avoir commis des actes moralement répréhensibles, soit pour les avoir laissés se produire sans faire d'efforts pour s'y opposer. Mais, si en 1929, ces personnes avaient été déplacées dans un autre pays, loin des hostilités à venir, il est fort possible qu'elles auraient mené des vies très différentes, et nous ne pourrions pas leur attribuer le même degré de blâme moral. C'est donc lié à la chance des circonstances dans lesquelles ils se trouvent.

### Chance morale constitutive
La chance morale constitutive concerne le caractère personnel d'un agent moral. On ne peut guère contester que les études, l'éducation, les gènes et d'autres influences largement incontrôlables façonnent la personnalité dans une certaine mesure. De plus, la personnalité d'une personne dicte ses actions dans une certaine mesure. Le blâme moral est attribué à un individu pour être extrêmement égoïste, même si cet égoïsme est presque certainement dû en partie à des effets environnementaux externes.

### Chance morale causale
La chance morale causale, qui équivaut en grande partie au problème du libre arbitre, est la moins détaillée des variétés décrites par Thomas Nagel. La définition générale est que les actions sont déterminées par des événements externes et sont donc les conséquences d'événements sur lesquels la personne qui agit n'a aucun contrôle. Étant donné que les gens sont limités dans leur choix d'actions par les événements qui les précèdent, ils ne devraient pas être tenus responsables de ces actions.
Thomas Nagel a été critiqué par Dana Nelkin pour avoir inclus la chance morale causale en tant que catégorie distincte, car elle semble largement redondante. Elle ne couvre pas les cas qui ne sont pas déjà inclus dans la chance constitutive et circonstancielle, et semble n'exister que pour poser le problème du libre arbitre.

## Alternatives
Certains philosophes, comme Susan Wolf, ont essayé de proposer des "médiums heureux" qui trouvent un équilibre entre le rejet pur et simple de la chance morale et son acceptation totale. Wolf a introduit les notions de positions rationalistes et irrationalistes dans le cadre d'une telle réconciliation.
La position rationaliste, énoncée simplement, est qu'une faute égale mérite un blâme égal. Par exemple, étant donné que deux conducteurs n'ont pas vérifié leurs freins avant de conduire, l'un d'eux écrase un piéton en conséquence, tandis que l'autre ne le fait pas. Le rationaliste dirait que puisque les deux conducteurs étaient également fautifs en ne vérifiant pas leurs freins, cela ne devrait pas faire de différence que l'un d'eux ait eu de la chance de ne pas heurter un piéton contrairement à l'autre - la faute morale est indépendante de la conséquence. Puisque la faute ici est égale, les agents devraient recevoir un blâme égal.
La position conséquentialiste soutient qu'une faute égale ne mérite pas nécessairement un blâme égal, car le blâme devrait dépendre des conséquences. Selon cette logique, le conducteur chanceux ne mérite certainement pas autant de reproches que le conducteur malchanceux, même si leurs fautes étaient identiques.
Wolf combine ces deux approches en essayant de concilier les tensions associées à la chance morale en introduisant le concept d'agent vertueux. Un agent vertueux doit accepter qu'il a un lien particulier avec les conséquences de ses actions, y compris les cas de faute égale (comme les conducteurs chanceux/malchanceux ci-dessus), et même dans les cas sans faute. Cet argument retient essentiellement l'affirmation rationaliste selon laquelle une faute égale mérite également d'être blâmée, tout en conservant l'affirmation conséquentialiste selon laquelle des résultats différents devraient amener les agents moraux à se sentir et à agir différemment.
Il est important de souligner la distinction entre le blâme ou l'éloge moral interne et externe. Wolf pense que les étrangers devraient blâmer les conducteurs chanceux et malchanceux de la même manière malgré leur intuition qu'ils ne devraient pas se sentir aussi mal l'un que l'autre (c'est-à-dire que le conducteur malchanceux qui a renversé un piéton devrait se sentir plus mal). Cependant, le conducteur malchanceux lui-même devrait accepter volontairement la notion de lien spécial entre ses actions et les conséquences malheureuses, et s'attribuer plus de blâme que le conducteur chanceux ne le devrait.

## Citations
1. ↑  Nelkin 2013.

### Encyclopédies
- Dana K. Nelkin, Moral Luck, Metaphysics Research Lab, Stanford University, décembre 2013 (lire en ligne)
- Latus, « Moral Luck », The Internet Encyclopedia of Philosophy, 2008 (ISSN 2161-0002, consulté le 15 novembre 2014)